# Woolwich
Koordinaten: 51° 30′ N, 0° 4′ O
Woolwich [wʊlɪtʃ] ist ein Stadtteil in den Docklands im Südosten Londons und gehört zum Royal Borough of Greenwich. Es befindet sich größtenteils südlich der Themse, abgesehen von einer kleinen Exklave, die nördlich der Themse liegt. Beide Teile werden durch die Woolwich-Fähre sowie den Woolwich-Fußgängertunnel miteinander verbunden.

## Geschichte

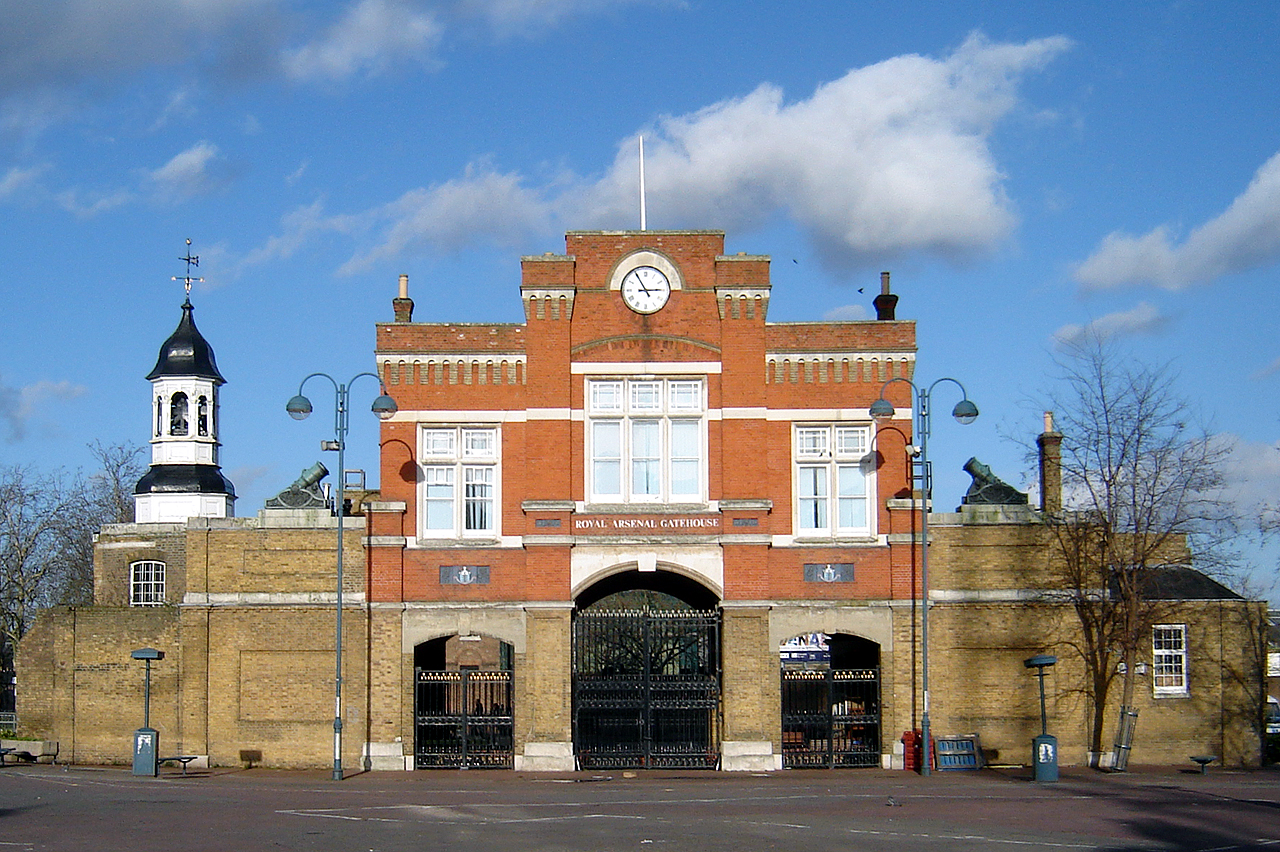
Der ursprüngliche Eingang zum Royal Arsenal (Februar 2007)

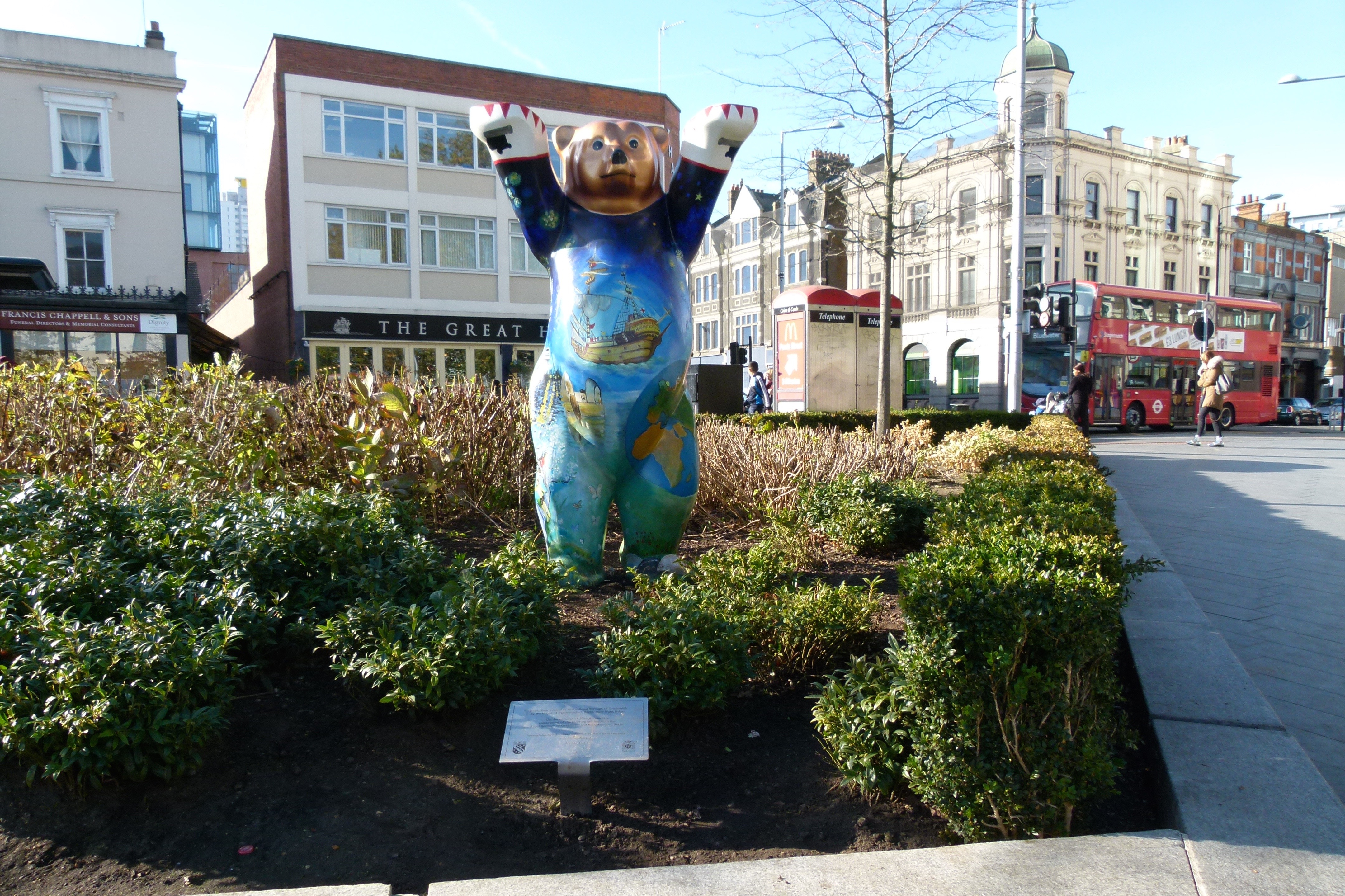
Berlin-Buddy-Bär-Skulptur auf dem General Gordon Square Woolwich

Die Geschichte Woolwichs ist sehr stark mit der militärischen Vergangenheit des Vereinigten Königreichs verbunden. Es beheimatete die 1512 gegründete Woolwich Dockyard, das Royal Arsenal, die Royal Military Academy Woolwich (1741) und schließlich die Royal Horse Artillery.
In Woolwich befindet sich noch immer eine Kaserne, die Royal Artillery Barracks, und das Royal Artillery Museum. Ein anderes nahegelegenes Museum beinhaltet Ausstellungsstücke, welche das Royal Arsenal betreffen. Während des Zweiten Weltkriegs wurde Woolwich stark zerstört.
Seit der Mitte des 19. Jahrhunderts entstanden im Zuge der Industrialisierung auch Werften und Fabriken in Woolwich. Die Bevölkerungsstruktur des Stadtteils war lange ähnlich heterogen wie die der Stadt London: Einer zahlenmäßig kleinen Bourgeoisie stand die Mittelschicht von Technikern in den Docks und Arsenalen und eine breite Arbeiterklasse gegenüber; Teile von Woolwich galten als die schlimmsten Slums der Stadt.
Der Fußballverein FC Arsenal wurde 1886 in Woolwich von Arbeitern des Royal Arsenal gegründet. Er zog 1913 in das Highbury Stadium im Stadtteil Hilbury um.
In den 1950er Jahren begann mit Fabrikschließungen und dem anschließenden Strukturwandel ein allmählicher wirtschaftlicher Niedergang des Stadtteils; Kaufhäuser und Geschäfte wurden geschlossen. Die Kriminalitätsrate war hoch.
1972 eröffnete hier die erste McDonald’s-Filiale des Vereinigten Königreichs. Woolwich wurde damals gewählt, weil man es trotz des Niedergangs für eine repräsentative englische Stadt hielt.
Die  Woolwich Polytechnic, 1892 gegründet, fusionierte 1970 mit anderen lokalen Hochschulen zur Thames Polytechnic. Diese erhielt 1992 den Status einer Universität und ist seitdem die Universität Greenwich. 2000 richtete sich die Universität dann einige Kilometer westlich im Royal Naval College ein und ließ nur noch einen Teil der Verwaltung in Woolwich.

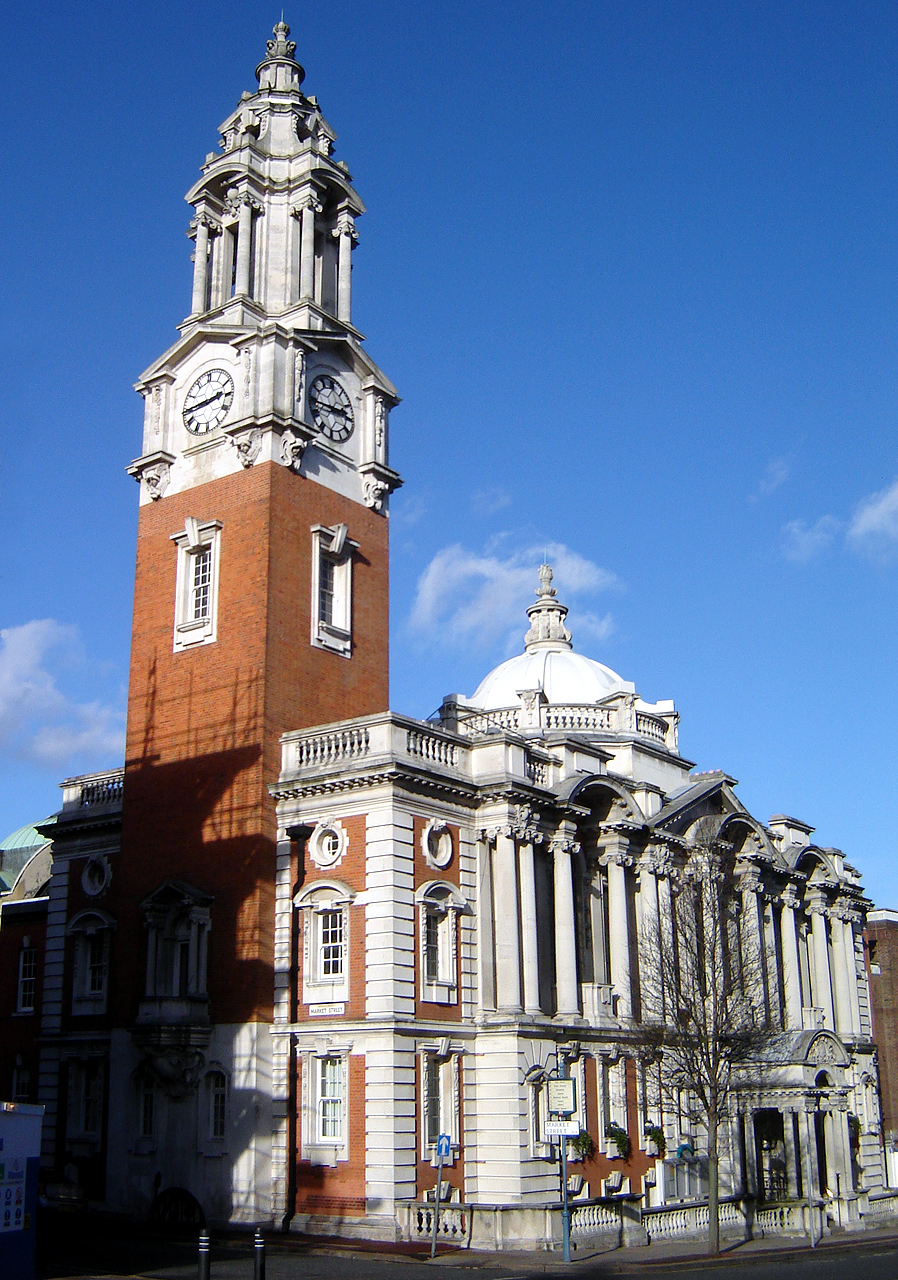
Das Rathaus von Woolwich wurde 1903 bis 1905 gebaut, als Woolwich noch eine selbständige Stadt war.

Im letzten Jahrzehnt gibt es immer mehr Anzeichen für eine positive Entwicklung. Die Sanierung des ehemaligen Royal Arsenal ist abgeschlossen, verschiedene Einzelhandelsketten haben im Zentrum von Woolwich Filialen eröffnet, und bereits seit längerem leerstehende Geschäfte sind renoviert worden. Ein Ausbau der Docklands Light Railway wurde 2009 fertiggestellt. Auch war Woolwich ein Begegnungsort der Olympischen Sommerspiele 2012. Diese anhaltende Gentrifizierung und die optimistische Planung zur Neugestaltung Woolwichs trugen zu einem enormen Anstieg der Immobilienpreise im Stadtteil bei.

## Ereignisse
Woolwich war 2006 der Drehort für den Film Children of Men.
Bei einem islamischen Terror-/Mordanschlag am 22. Mai 2013 wurde ein britischer Soldat auf offener Straße von zwei Männern angefahren und enthauptet. Die Täter hatten während der Tat „Allahu Akbar“ gerufen und sich kurz darauf in einem Video zu dem Mord bekannt. Die Polizei hat beide Männer danach angeschossen und verhaftet.

## Persönlichkeiten

### Töchter und Söhne der Stadt
- Henry Maudslay (1771–1831), bedeutender Maschinenbauer
- Peter William Barlow (1809–1885), Bauingenieur
- Frederick Augustus Abel (1827–1902), Chemiker
- Charles George Gordon (1833–1885), General
- Henry Whitely (1844–1892), Naturforscher und Forschungsreisender
- Sir William Christie (1845–1922), Astronom
- Richard Thomas Baker (1854–1941), britisch-australischer Botaniker, Museumskurator und Lehrer
- Sir Frederick Haultain (1857–1942), kanadischer Politiker und Richter
- Thomas Bidgood (1858–1925), Orchesterleiter und Komponist
- Evelyn Denington, Baroness Denington DBE (1907–1998), Politikerin
- Douglas Jay, Baron Jay, PC (1907–1996), Politiker und Life Peer
- Stan Armitage (1919–1997), Fußballspieler
- Ian Raby (1921–1967), Automobilrennfahrer
- John Hale (* 1926), Drehbuchautor und Schauspieler
- Francis Walmsley (1926–2017), römisch-katholischer Geistlicher, Militärbischof
- John Frank Adams (1930–1989), Mathematiker
- Jim Lawless (* 1934), Jazz- und Sessionmusiker
- Billy Bonds MBE (* 1946), Fußballspieler und -trainer
- Garry Bushell (* 1955), Journalist, Fernsehmoderator und Kolumnist
- Julian Bailey (* 1961), Automobilrennfahrer
- Ian Wright, MBE (* 1963), ehemaliger Fußballspieler
- Scott Maslen (* 1971), Schauspieler und Model
- Jacqueline „Jacqui“ Blake (* 1974), Mitglied der Girlgroup Shampoo

### Bekannte Einwohner
- Arthur Cecil Alport (1880–1959), südafrikanischer Tropenmediziner am Royal Herbert Hospital in Woolwich
- Andy Fordham (1962–2021), englischer Dartspieler und Gewinner der 2004 World Professional Darts Championship der BDO